# Tir froid

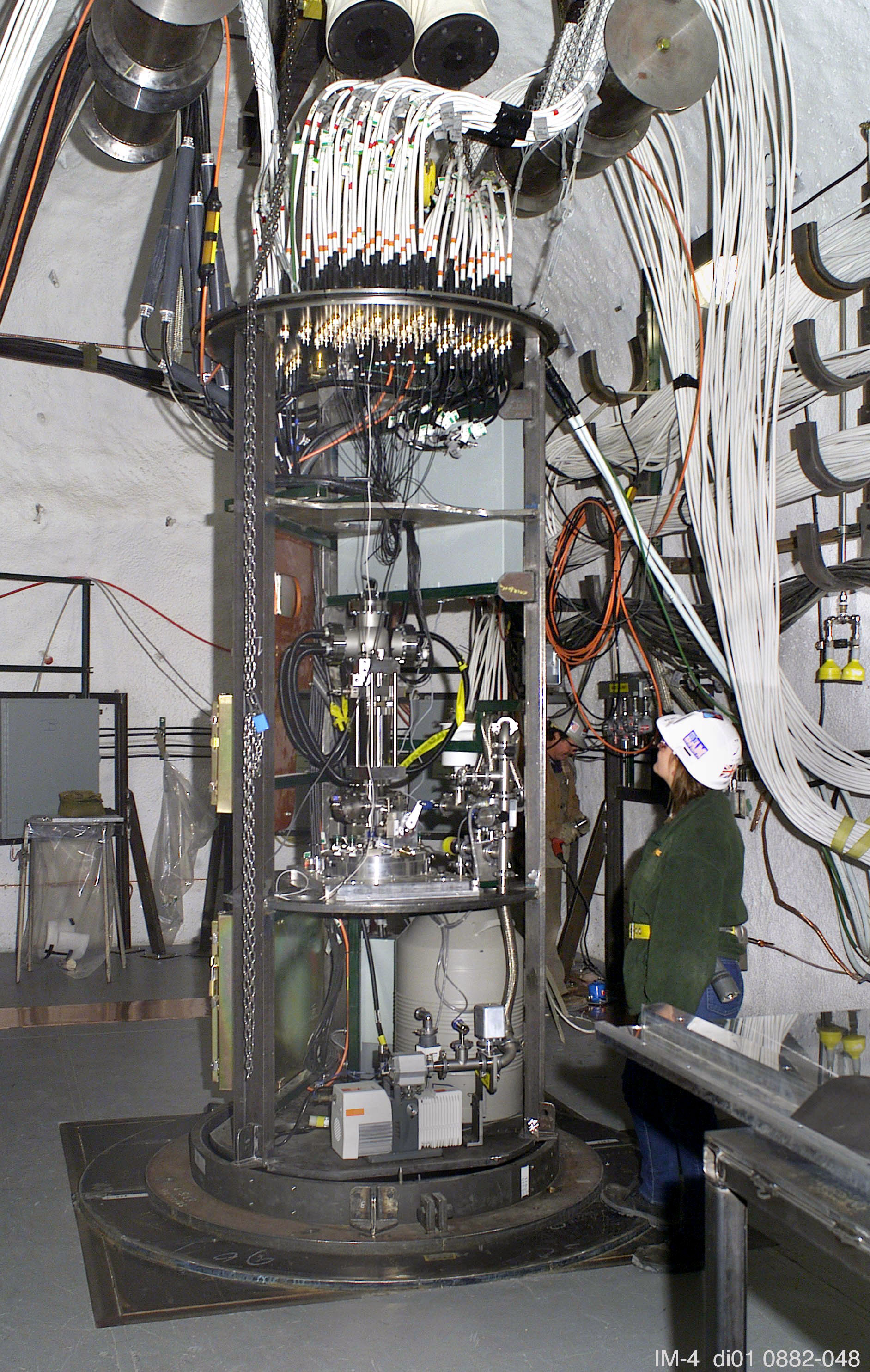
Préparation d'un essai sous-critique sur le site d'essais du Nevada.

Dans le domaine des armements nucléaires, un tir froid est un essai pyrotechnique visant à étudier les caractéristiques hydrodynamiques et le détail de la dynamique d'implosion des matériaux qui seront employés dans une tête nucléaire. Un tel essai est notamment utilisé pour la conception et le suivi d'arme nucléaire.
Un tel essai est conçu pour ne pas s'approcher des conditions de déclenchement d'une réaction en chaîne. Il est de ce fait qualifié d'essai sous-critique ou subcritique, par opposition à un essai nucléaire, qui atteint la criticité et dégage une énergie significative d'origine nucléaire.
Dans un tir froid, l'énergie de l'explosion est uniquement fournie par des explosifs chimiques. Ne constituant pas une explosion atomique, ce type d'essai n'est pas concerné par le traité d'interdiction complète des essais nucléaires.

## Définitions du droit international
Le bureau des affaires du désarmement de l'Organisation des Nations unies retient les définitions suivantes :
Expérience hydrodynamiqueExpérience utilisée pour mesurer la capacité des explosifs d'une tête nucléaire à comprimer le cœur de matières fissiles. Seul l'étage primaire est utilisé; les matières fissiles sont généralement remplacées par des matières inertes comme de l'uranium appauvri, du plomb ou du tantale. Les expériences hydrodynamiques sont réalisées de telle sorte qu'elles ne puissent pas déclencher d'explosion nucléaire. Elles utilisent la radiographie éclair ainsi que des diagnostics électriques ou optiques. Les résultats sont comparés aux prévisions théoriques et utilisés pour améliorer les modèles informatiques.
Essai sous-critiqueExpérience nucléaire qui s'arrête avant qu'une réaction en chaîne ne se déclenche. Ces essais fournissent des données sur les propriétés du matériel nucléaire vieillissant et permettent d'évaluer les performances et la sûreté des armes nucléaires stockées.
Essai hydronucléaireTest visant à étudier le déclenchement d'une réaction en chaîne. Un essai hydronucléaire produit une puissance nucléaire très petite, généralement non explosive, car une partie de la matière fissile de la tête est retirée ou remplacée par des isotopes non fissiles, ou le dispositif est modifié.
Explosion nucléaireLibération d'énergie non contrôlée produite par une réaction de fission, de fusion ou les deux. Elle provoque un ensemble d'effets initiaux et résiduels, et notamment une onde de choc, un rayonnement thermique, un rayonnement initial, une impulsion électromagnétique et un rayonnement résiduel. Les effets d'une explosion nucléaire diffèrent selon la puissance et la conception de l'engin, l'altitude de l'explosion, l'environnement et, dans une certaine mesure, des conditions météorologiques.
Par rapport à ces définitions, aucun des trois types d'essais mentionnés ne constitue une explosion nucléaire, objet du Traité sur l'interdiction complète des essais nucléaires. En revanche, seuls les deux premiers types d'essais constituent des « tirs froids » au sens strict, dans la mesure où un essai hydronucléaire atteint le seuil d'une réaction en chaîne et libère une quantité d'énergie (faible et contrôlée).

## Types d'expériences sous-critiques

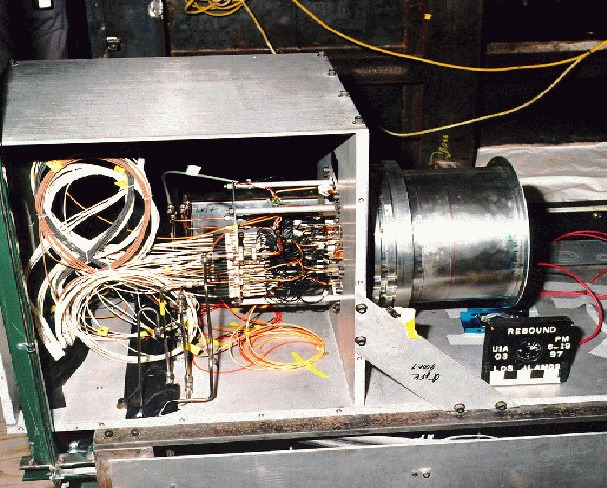
Dispositif expérimental de l'essai Rebound.

Le premier tir froid réalisé aux États-Unis depuis l'arrêt des essais en 1992, l'essai Rebound, a eu en 1997 sur le site du Neveda et a pour but de tester le comportement d'une cible de plutonium en réponse à une onde de choc (plusieurs millions d'atmosphère)
.
En France, l'installation Airix (Accélérateur à induction de radiographie pour l’imagerie X) est une installation opérationnelle depuis l’an 2000 qui permet désormais de concevoir des armes nucléaires sans essais réels complets. Les essais portent sur des dispositifs formés de matériaux inertes simulant, sur les plans mécanique et thermique, des matériaux nucléaires. La matière analysée peut se déplacer à plusieurs km/s, ce qui impose des temps d’exposition de l’ordre de quelques dizaines de nanosecondes pour distinguer des détails de quelques centaines de micromètres (µm), d'où le nom de « radiographie éclair » donné à cette mesure. L'installation permet la « radiographie éclair » de ces objets pendant l’implosion sous l’effet de la mise à feu d’explosifs chimiques. Ces radiographies se caractérisent par un temps de pose très court (moins de 100 nanosecondes [ns]) et des énergies de photons très élevées (>1 MeV).

## Réalisation d'expériences sous-critiques dans le monde

### France
Le Commissariat à l'énergie atomique et aux énergies alternatives dispose de l'Airix (Accélérateur à induction de radiographie pour l’imagerie X) mis en service en décembre 2000 à Pontfaverger-Moronvilliers dans la Marne. Avec TERA‑10 et le laser Mégajoule, Airix est un élément clé du programme Simulation. Il a été transféré depuis le polygone d’expérimentation de Moronvilliers (PEM) vers l’installation Epure à Valduc, où il est remonté et remis en service opérationnel en octobre 2014.

### États-Unis
Une centaine de kilogrammes de plutonium ont été utilisés pour des essais hydronucléaires par le Laboratoire national de Los Alamos entre 1945 et 1992. 
Ces tests se faisaient à l'origine sur le site 300 du laboratoire national de Lawrence Livermore jusqu'au moratoire de 1992. Depuis le 2 juillet 1997, une nouvelle série d'essais est conduit au complexe U1A du site d'essais du Nevada à 290 mètres de profondeur sous la direction de la National Nuclear Security Administration, du laboratoire national de Los Alamos et des laboratoires Sandia. Le 27e a lieu le 5 décembre 2012.
Le Dual-Axis Radiographic Hydrodynamics Test Facility (DARHT) est un outil de radiographie à rayons X pulsé agrandi, installé au laboratoire national de Los Alamos. Le premier dispositif est opérationnel depuis 2003 et le second depuis 2008.

### Royaume-Uni
L'Atomic Weapons Establishment chargé de la création et l'entretien des ogives de l'arsenal nucléaire du Royaume-Uni collabore à certains tests avec les laboratoires américains au Nevada. Mais les traités de Londres prévoient une installation commune franco-britannique à Valduc où sera « modélisée la performance des têtes nucléaire et des équipements associés, afin d’en assurer la viabilité, la sécurité et la sûreté à long terme ». Un centre de développement technologique commun à Aldermaston (Royaume-Uni) soutiendra ce projet.

### Russie
Depuis 1995 ou l'an 2000, l'agence fédérale de l'énergie atomique de la fédération de Russie utilise des installations dans le détroit de Matotchkine pour effectuer ses essais. Ceux-ci utiliseraient une centaine de grammes de plutonium.